# Hans-Kristian Vittinghus
Hans-Kristian Solberg Vittinghus, né le 16 janvier 1986 à Frederikshavn , est un joueur de badminton danois. Il était membre de l'équipe danoise ayant remporté la Coupe Thomas 2016 à Kunshan en Chine.

## Carrière

### Junior
Hans-Kristian Vittinghus a commencé à jouer au badminton à l'âge de cinq ans au Solrød Strand Badmintonklub.
Il a remporté 4 titres nationaux juniors, 2 en simple en 2003 et 2005 et 2 en double hommes en 1999 et 2003. En tant que membre de l'équipe nationale danoise de moins de 19 ans, il a remporté la médaille d'or aux Championnats d'Europe par équipe de moins de 19 ans. Il a également remporté une médaille de bronze dans l'épreuve individuelle en simple hommes.

### Senior
Il remporte son premier titre international en novembre 2006, battant l'ancien numéro 1 mondial, M. Roslin Hashim en finale des Championnats Internationaux Norvégiens . Depuis, il a gagné le titre en Norvège à deux reprises, en 2009 et 2010.
Il a également remporté le Turkiye International en 2007, l'International néerlandais en 2008 et 2011, Open d'Espagne en 2009 et 2013, l'International irlandais en 2010, l'International belge en 2014 et l'International du Danemark en 2019.
Il joue également dans la Ligue danoise de badminton. Il joue comme simple 1 pour le club Højbjerg Badminton.
En novembre 2015, il a remporté le Grand Prix d'Écosse à Glasgow, en Écosse, contre l'Anglais Rajiv Ouseph en tant que tête de série n°1, 21-19, 11-21, 21-16.
En juin 2016, il a battu l'Indonésien Ihsan Maulana Mustofa pour remporter le premier trophée de la Coupe Thomas pour le Danemark. Il a ensuite remporté son premier titre BWF Super Series, l'Open d'Australie Super Series, en battant Jeon Hyeok-jin de Corée 21-16, 19-21, 21-11.
Il a terminé sa carrière internationale en novembre 2023, après le tournoi Norwegian International. 

## Vie privée
Vittinghus a épousé  cavalière de dressage norvégienne Selina Hundstuen Solberg le 11 septembre 2016  Ils ont un enfant ensemble, Vincent.
Vittinghus anime son propre podcast intitulé A Year On Tour with Vittinghus, où il parle de son expérience sur les tournois et divers événements du BWF World Tour  il a participé. Il co-anime également un autre podcast avec son compatriote joueur de badminton danois Anders Antonsen, intitulé The Badminton Experience, où ils couvrent de nombreux sujets différents sur le badminton, allant des joueurs aux aspects techniques du jeu. Ils organisent également des séances de questions-réponses de temps en temps,, et parfois, ils invitent d'autres joueurs de badminton à venir sur les podcasts en tant qu'invités, pour partager leur expérience et répondre aux questions des hôtes. Les joueurs notables qui ont participé au podcast incluent Lee Zii Jia, Greysia Polli, Anthony Sinisuka Ginting  et l'ancien joueur danois en simple masculin Peter Gade.

## Palmarès

### Championnats d'Europe
Simple hommes
| Année | Lieu                             | Adversaire      | Score               | Résultat |
| ----- | -------------------------------- | --------------- | ------------------- | -------- |
| 2017  | Sydbank Arena, Kolding, Danemark | Rajiv Ousef     | 21-18, 21-23, 16-21 | Bronze   |
| 2021  | Palais des Sports, Kiev, Ukraine | Anders Antonsen | 14-21, 17-21        | Bronze   |

### Championnats d'Europe juniors
Simples garçons
| Année | Lieu                              | Adversaire   | Score       | Résultat |
| ----- | --------------------------------- | ------------ | ----------- | -------- |
| 2005  | De Maaspoort, Den Bosch, Pays-Bas | Dieter Domke | 10-15, 7-15 | Bronze   |

### BWF World Tour
Le BWF World Tour, annoncé le 19 mars 2017 et mis en œuvre en 2018, est une série de tournois de badminton d'élite sanctionnés par la Fédération mondiale de badminton (BWF). Les BWF World Tours sont divisés en niveaux de World Tour Finals, Super 1000, Super 750, Super 500, Super 300 (qui fait partie du HSBC World Tour) et du BWF Tour Super 100.
Simple hommes
| Année     | Tournoi           | Niveau     | Adversaire     | Score       | Résultat  |
| --------- | ----------------- | ---------- | -------------- | ----------- | --------- |
| 2020 (II) | Open de Thaïlande | Super 1000 | Viktor Axelsen | 11-21, 7-21 | Finaliste |

### BWF Superseries
La Supersérie BWF, lancée le 14 décembre 2006 et mise en œuvre en 2007, était une série de tournois de badminton d'élite, sanctionnés par la Fédération mondiale de badminton (BWF). Les niveaux de BWF Superseries étaient Superseries et Superseries Premier. Une saison de Superseries comprenait douze tournois à travers le monde introduits depuis 2011. Les joueurs retenus étaient invités aux finales des Superseries, qui avaient lieu à la fin de chaque année.
Simple hommes
| Année | Tournoi                                    | Adversaire     | Score               | Résultat  |
| ----- | ------------------------------------------ | -------------- | ------------------- | --------- |
| 2014  | Finales des Superseries mondiales de Dubaï | Chen Long      | 16-21, 10-21        | Finaliste |
| 2016  | Open d'Australie                           | Jeon Hyeok-jin | 21-16, 19-21, 21-11 | Vainqueur |

 tournoi BWF Superseries Finals
 tournoi BWF Superseries Premier
 tournoi BWF Superseries

### Grand Prix BWF
Le Grand Prix BWF comportait deux niveaux, le Grand Prix et le Grand Prix Gold. Il s'agissait d'une série de tournois de badminton sanctionnés par la Fédération mondiale de badminton (BWF) et disputés entre 2007 et 2017.
Simple hommes
| Année | Tournoi                     | Adversaire     | Score               | Résultat  |
| ----- | --------------------------- | -------------- | ------------------- | --------- |
| 2010  | Bitburger Open              | Chen Long      | 3-21, 21-12, 9-21   | Finaliste |
| 2011  | Bitburger Open              | Wang Zhengming | 21-18, 21-10        | Vainqueur |
| 2013  | Or du Grand Prix de Londres | Tian Houwei    | 20-22, 16-21        | Finaliste |
| 2014  | Open d'Allemagne            | Arvind Bhat    | 22-24, 21-19, 11-21 | Finaliste |
| 2015  | US Open                     | Lee Chong-Wei  | 20-22, 12-21        | Finaliste |
| 2015  | Open d'Écosse               | Rajiv Ousef    | 21-19, 11-21, 21-16 | Vainqueur |

 tournoi BWF Grand Prix Gold
 tournoi BWF Grand Prix

### BWF International Challenge/Series
Simple hommes
| Year | Tournament              | Opponent               | Score                   | Result    |
| ---- | ----------------------- | ---------------------- | ----------------------- | --------- |
| 2006 | Norwegian International | Muhammad Roslin Hashim | 22–20, 6–21, 21–16      | Vainqueur |
| 2007 | Turkiye International   | Petr Koukal            | 23–21, 21–15            | Vainqueur |
| 2008 | Dutch International     | Wu Yunyong             | 21–12, 21–18            | Vainqueur |
| 2009 | Norwegian International | Marc Zwiebler          | 15–21, 21–18, 21–19     | Vainqueur |
| 2009 | Spanish Open            | Kashyap Parupalli      | 21–10, 21–16            | Vainqueur |
| 2010 | Norwegian International | Henri Hurskainen       | 21–16, 19–21, 21–8      | Vainqueur |
| 2010 | Irish International     | Pablo Abián            | 21–13, 14–21, 23–21     | Vainqueur |
| 2011 | Dutch International     | Ville Lång             | 18–21, 21–15, 21–4      | Vainqueur |
| 2011 | Denmark International   | Jan Ø. Jørgensen       | 15–21, 12–21            | Finaliste |
| 2013 | Spanish Open            | Joachim Persson        | 21–9, 21–16             | Vainqueur |
| 2014 | Belgian International   | Marc Zwiebler          | 11–8, 10–11, 11–9, 11–9 | Vainqueur |
| 2019 | Denmark International   | Kai Schäfer            | 21–16, 21–18            | Vainqueur |

 BWF International Challenge
 BWF International Series